# Basket Rimini Crabs 2003-2004
Questa voce raccoglie le informazioni riguardanti il Basket Rimini Crabs, sponsorizzato Conad, nelle competizioni ufficiali della stagione 2003-2004.

## Verdetti stagionali
- Legadue:

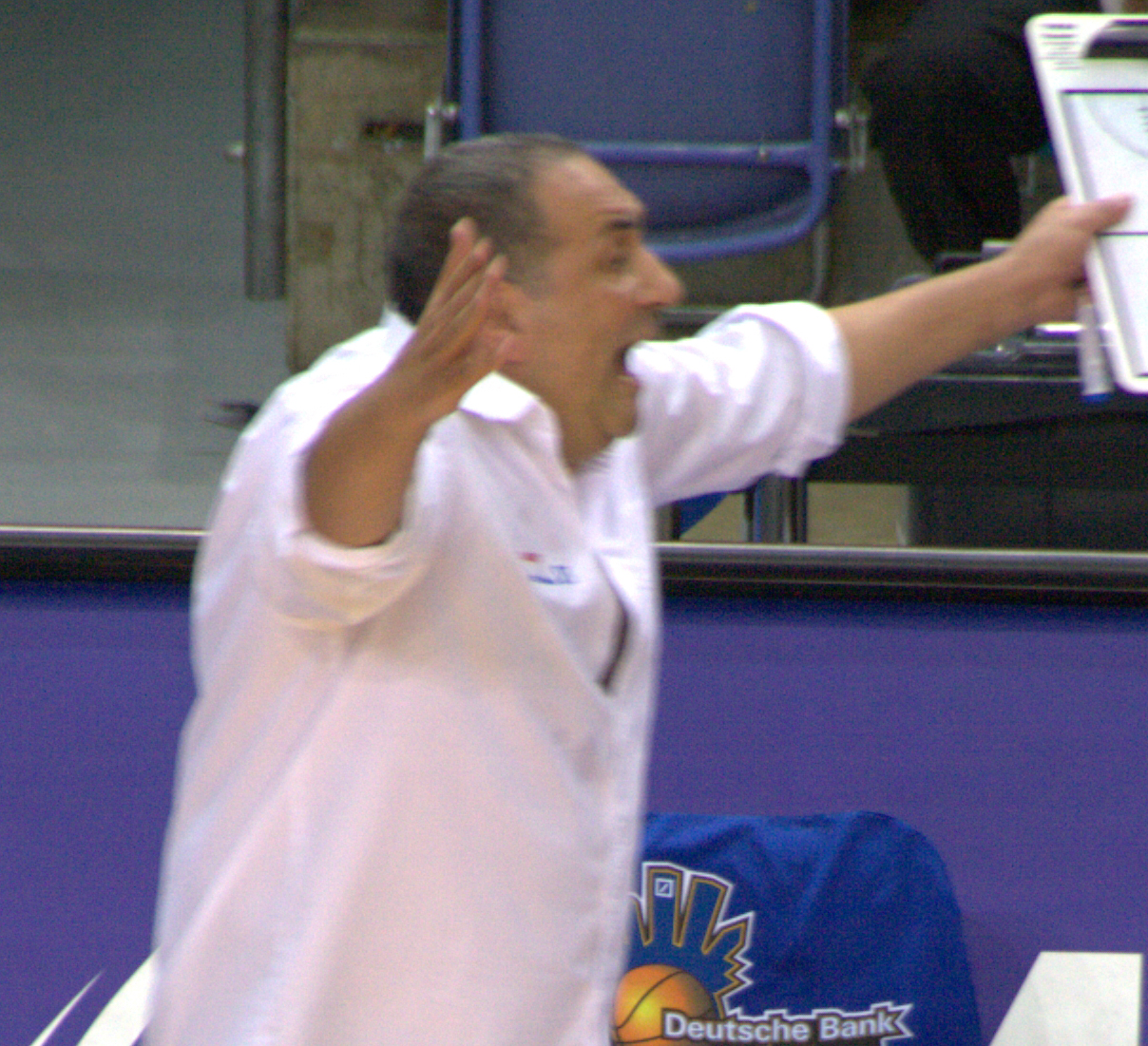
L'allenatore turco Murat Didin

  - stagione regolare: 7º posto su 14 squadre (bilancio di 17 vittorie e 15 sconfitte).
  - play-off: eliminazione ai quarti di finale da Montecatini (0-3).

## Stagione
Nonostante il club sia perlopiù di proprietà della famiglia Capicchioni, nel ruolo di presidente viene confermato Adriano Braschi. In panchina viene confermato il coach Murat Didin, già alla guida della squadra nella seconda metà del campionato precedente.
Dopo una partenza in campionato con tre vittorie di fila, arrivano quattro sconfitte consecutive. Intanto una frattura al piede tiene fuori per tre mesi il play oriundo Lábaque: al suo posto arriva Darío Arenas con un contratto a gettone. Nella seconda metà di novembre la formazione biancorossa si rinforza con l'ingaggio dell'esperto Rodney Monroe (già miglior marcatore della Serie A nel 2001-02), oltre che con il ritorno di Nelson Ingles.
Il 7º posto in classifica in regular season permette l'accesso ai play-off, dove i Crabs vengono però eliminati al primo turno per mano di Montecatini con un secco 3-0 nella serie.

## Organigramma societario
Area dirigenziale
- Presidente: Adriano Braschi

Area comunicazione
- Addetto stampa: Alessandro Ceccoli

Area sportiva
- General manager: Renzo Vecchiato
- Direttore sportivo: Manuel Capicchioni

Area tecnica
- Allenatore: Murat Didin
- Vice allenatore: Andrea Maghelli
- Assistente allenatore: Federico Sarti

Area sanitaria
- Medico sociale: Enzo Corbari
- Preparatore atletico: Marzio Balducci
- Massaggiatore: Adriano Angeli
- Massaggiatore: Alberto Corbari

## Roster
| Basket Rimini Crabs 2003-2004 | Basket Rimini Crabs 2003-2004 |
| Giocatori                     | Staff tecnico                 |
| ----------------------------- | ----------------------------- |

| N. | Naz.                                     | Ruolo | Nome               | Anno | Alt.   | Peso   |  |
| -- | ---------------------------------------- | ----- | ------------------ | ---- | ------ | ------ |  |
| 4  | Italia (bandiera)                        | P     | Pier Filippo Rossi | 1974 | 184 cm | 75 kg  |  |
| 5  | Stati Uniti (bandiera)                   | G     | David Harrison     | 1975 | 190 cm | 83 kg  |  |
| 6  | Italia (bandiera)                        | GA    | Federico Tassinari | 1977 | 195 cm | 93 kg  |  |
| 7  | Argentina (bandiera) · Italia (bandiera) | P     | Bruno Lábaque      | 1977 | 178 cm | 70 kg  |  |
| 8  | Polonia (bandiera)                       | A     | Wojciech Barycz    | 1984 | 208 cm | 104 kg |  |
| 9  | Argentina (bandiera) · Italia (bandiera) | A     | Roberto Gabini     | 1975 | 198 cm | 95 kg  |  |
| 10 | Argentina (bandiera) · Italia (bandiera) | P     | Darío Arenas       | 1970 | 190 cm | 85 kg  |  |
| 11 | Italia (bandiera)                        | GA    | Andrea Vitale      | 1981 | 199 cm | 92 kg  |  |
| 12 | Croazia (bandiera)                       | GA    | Damir Tvrdić (C)   | 1968 | 200 cm | 95 kg  |  |
| 13 | Canada (bandiera) · Italia (bandiera)    | AC    | Peter Guarasci     | 1974 | 204 cm | 104 kg |  |
| 14 | Stati Uniti (bandiera)                   | G     | Rodney Monroe      | 1968 | 192 cm | 85 kg  |  |
| 15 | Dominica (bandiera) · Francia (bandiera) | C     | Sylvere Bryan      | 1981 | 208 cm | 105 kg |  |
| 16 | Argentina (bandiera) · Italia (bandiera) | P     | Nelson Ingles      | 1975 | 180 cm | 85 kg  |  |
| 20 | Argentina (bandiera) · Italia (bandiera) | C     | Román González     | 1978 | 206 cm | 115 kg |  |

| Allenatore                                                                                     |
| - Murat Didin                                                                                  |
| Assistente/i                                                                                   |
| - Andrea Maghelli - Federico Sarti Legenda - (C) Capitano Roster Aggiornato al: 30 giugno 2004 |

## Risultati

### Campionato

#### Stagione regolare

##### Girone di andata
| Arbitri: | Alessandro Terreni Lorenzo Gori |

|                 |          |                    |
| Tvrdić 30       | Punti    | 28 Williams        |
| Lábaque 5       | Assist   | 1 cinque giocatori |
| Gabini, Bryan 6 | Rimbalzi | 9 Gray             |

| Arbitri: | Paolo Quacci Emanuele Aronne |

|                 |          |           |
| Braswell 20     | Punti    | 26 Gabini |
| Pigato, Ellis 1 | Assist   | 2 Lábaque |
| Tintorelli 8    | Rimbalzi | 5 Gabini  |

| Arbitri: | Renato Capurro Claudio Panzera |

|           |          |            |
| Tvrdić 44 | Punti    | 27 Collins |
| Lábaque 6 | Assist   | 3 Stanic   |
| Gabini 6  | Rimbalzi | 10 Collins |

| Arbitri: | Angelo Tullio Paolo Longhi |

|                  |          |             |
| Dixon 33         | Punti    | 27 Tvrdić   |
| Dixon, Parente 3 | Assist   | 4 Lábaque   |
| Bellina 8        | Rimbalzi | 12 González |

| Arbitri: | Antonio Florian Dino Mastrantoni |

|             |          |               |
| Harrison 33 | Punti    | 26 McIntyre   |
| Lábaque 5   | Assist   | 6 McIntyre    |
| González 6  | Rimbalzi | 8 Grappasonni |

| Arbitri: | Nicolino Letizia Andrea Masi |

|                   |          |            |
| Roberson 15       | Punti    | 23 Tvrdić  |
| Roberson, Gigli 3 | Assist   | 2 Rossi    |
| Gigli 7           | Rimbalzi | 9 González |

| Arbitri: | Angelo Tullio Giorgio Provini |

|                     |          |           |
| Gabini, González 22 | Punti    | 32 Thomas |
| Gabini, Guarasci 2  | Assist   | 3 Romboli |
| González 12         | Rimbalzi | 12 Tyler  |

| Arbitri: | Pietro Crescenti Roberto Materdomini |

|             |          |               |
| Gabini 17   | Punti    | 19 Lee        |
| Rossi 3     | Assist   | 3 Lee, McGhee |
| Guarasci 14 | Rimbalzi | 7 McGhee      |

| Arbitri: | Claudio Panzera Lorenzo Gori |

|            |          |             |
| Smith 30   | Punti    | 17 Tvrdić   |
| Cummings 4 | Assist   | 5 Tvrdić    |
| Masieri 6  | Rimbalzi | 8 Tassinari |

| Arbitri: | Paolo Quacci Emanuele Aronne |

|                  |          |            |
| Monroe 23        | Punti    | 16 Edwards |
| Arenas, Ingles 3 | Assist   | 3 Hoover   |
| Gabini 7         | Rimbalzi | 13 Edwards |

| Arbitri: | Pietro Crescenti Giorgio Provini |

|             |          |            |
| Nicholas 26 | Punti    | 22 Monroe  |
| Nicholas 4  | Assist   | 5 Rossi    |
| Smith 12    | Rimbalzi | 8 González |

| Arbitri: | Renato Capurro Vincenzo Terranova |

|                        |          |                                   |
| Mathis, Ruiz Moreno 19 | Punti    | 24 Monroe                         |
| Ruiz Moreno 5          | Assist   | 1 Rossi, Gabini, Ingles, González |
| Mathis 7               | Rimbalzi | 6 Gabini                          |

| Arbitri: | Alessandro Terreni Emanuele Aronne |

|           |          |                      |
| Gabini 23 | Punti    | 25 Robinson          |
| Ingles 7  | Assist   | 1 Singleton, Rossini |
| Gabini 10 | Rimbalzi | 14 Singleton         |

##### Girone di ritorno
| Arbitri: | Maurizio Pascotto Giorgio Provini |

|             |          |                    |
| Wilson 26   | Punti    | 22 Tvrdić          |
| Wilson 4    | Assist   | 2 Gabini, Ingles   |
| Williams 10 | Rimbalzi | 9 Gabini, Guarasci |

| Arbitri: | Angelo Tullio Paolo Longhi |

|             |          |             |
| Monroe 17   | Punti    | 17 Williams |
| González 4  | Assist   | 5 Colson    |
| Guarasci 10 | Rimbalzi | 11 Monti    |

| Arbitri: | Roberto Pasetto Andrea Masi |

|             |          |            |
| Esposito 25 | Punti    | 38 Monroe  |
| Stanic 5    | Assist   | 4 Ingles   |
| Brantley 11 | Rimbalzi | 7 González |

| Arbitri: | Pietro Crescenti Maurizio Lilli |

|             |          |            |
| Monroe 27   | Punti    | 19 Gregory |
| Ingles 6    | Assist   | 3 Dixon    |
| Guarasci 14 | Rimbalzi | 11 Jaacks  |

| Arbitri: | Paolo Quacci Giorgio Provini |

|                                    |          |            |
| McIntyre, Williams, Grappasonni 19 | Punti    | 26 Tvrdić  |
| Ghiacci 5                          | Assist   | 2 Ingles   |
| Mazique, Williams 6                | Rimbalzi | 7 González |

| Arbitri: | Antonio Florian Gianni Caroti |

|                  |          |                  |
| Gabini 17        | Punti    | 15 Garris, Young |
| Gabini, Monroe 3 | Assist   | 3 Garris         |
| Guarasci 10      | Rimbalzi | 8 Gigli, Garris  |

| Arbitri: | Nicolino Letizia Claudio Panzera |

|                |          |           |
| Thomas 24      | Punti    | 21 Monroe |
| Abram 3        | Assist   | 2 Tvrdić  |
| Tyler, Abram 4 | Rimbalzi | 7 Gabini  |

| Arbitri: | Maurizio Pascotto Andrea Masi |

|            |          |                     |
| Carrizo 19 | Punti    | 25 Monroe           |
| Carrizo 5  | Assist   | 1 sei giocatori     |
| Cantrell 8 | Rimbalzi | 7 Lábaque, Guarasci |

| Arbitri: | Pietro Crescenti Gianni Caroti |

|                               |          |             |
| Monroe 20                     | Punti    | 22 Niccolai |
| Ingles 2                      | Assist   | 3 McCormack |
| Lábaque, Guarasci, González 6 | Rimbalzi | 6 Podestà   |

| Arbitri: | Lorenzo Gori Dino Mastrantoni |

|             |          |                    |
| Spinelli 26 | Punti    | 21 Gabini          |
| Spinelli 5  | Assist   | 3 Ingles           |
| Edwards 11  | Rimbalzi | 6 Monroe, González |

| Arbitri: | Nicolino Letizia Vincenzo Terranova |

|                    |          |             |
| Gabini 21          | Punti    | 26 Nicholas |
| Lábaque 3          | Assist   | 6 Morri     |
| Gabini, González 9 | Rimbalzi | 15 Smith    |

| Arbitri: | Roberto Pasetto Emanuele Aronne |

|           |          |                    |
| Tvrdić 24 | Punti    | 24 Smith           |
| Gabini 4  | Assist   | 2 Mathis           |
| Ingles 10 | Rimbalzi | 7 Mazzella, Mathis |

| Arbitri: | Gianni Caroti Andrea Masi |

|                      |          |            |
| Whiting 20           | Punti    | 14 Lábaque |
| Singleton, Rossini 1 | Assist   | 2 Lábaque  |
| Singleton 14         | Rimbalzi | 9 González |

#### Fase a orologio
| Arbitri: | Maurizio Pascotto Paolo Longhi |

|            |          |            |
| Smith 28   | Punti    | 22 Gabini  |
| Cummings 3 | Assist   | 5 Gabini   |
| Williams 6 | Rimbalzi | 8 Guarasci |

| Arbitri: | Lorenzo Gori Giorgio Provini |

|                  |          |          |
| Monroe 18        | Punti    | 27 Dixon |
| Ingles 5         | Assist   | 7 Dixon  |
| Gabini, Monroe 8 | Rimbalzi | 6 Dixon  |

| Arbitri: | Angelo Tullio Andrea Masi |

|            |          |                    |
| Lábaque 21 | Punti    | 22 Cantrell        |
| Lábaque 4  | Assist   | 4 Lee              |
| Bryan 10   | Rimbalzi | 8 McGhee, Cantrell |

| Arbitri: | Pietro Crescenti Dino Mastrantoni |

|             |          |            |
| McIntyre 25 | Punti    | 23 Lábaque |
| McIntyre 5  | Assist   | 2 Ingles   |
| Williams 8  | Rimbalzi | 11 Bryan   |

| Arbitri: | Gianni Caroti Vincenzo Terranova |

|             |          |                   |
| González 33 | Punti    | 37 Braswell       |
| Lábaque 10  | Assist   | 2 Merlo, Williams |
| González 15 | Rimbalzi | 11 Tintorelli     |

| Arbitri: | Antonio Florian Roberto Materdomini |

|                 |          |           |
| Young 17        | Punti    | 29 Gabini |
| Garris 5        | Assist   | 3 Lábaque |
| Damião, Young 4 | Rimbalzi | 13 Gabini |

#### Play-off
| Arbitri: | Angelo Tullio Pietro Crescenti |

|           |          |                   |
| Hoover 32 | Punti    | 24 Monroe         |
| Hoover 7  | Assist   | 1 Lábaque, Monroe |
| Edwards 7 | Rimbalzi | 7 González        |

| Arbitri: | Paolo Quacci Renato Capurro |

|                    |          |           |
| Shumpert 30        | Punti    | 23 Gabini |
| Hoover, Shumpert 3 | Assist   | 2 Barycz  |
| Shumpert 10        | Rimbalzi | 6 Barycz  |

| Arbitri: | Maurizio Pascotto Dino Mastrantoni |

|           |          |             |
| Monroe 27 | Punti    | 24 Hoover   |
| Gabini 6  | Assist   | 11 Spinelli |
| Gabini 11 | Rimbalzi | 8 Edwards   |